# Tiefeninterview
Das Tiefeninterview oder Intensivinterview ist ein Instrument der Psychotherapie, der empirischen Sozialforschung und der Marktforschung in Form eines non-direktiven, qualitativen persönlichen Gesprächs, welches alle bedeutsamen Einstellungen und Meinungen der befragten Person erfassen soll. Tiefeninterviews können eine Stunde und länger dauern. Es wird versucht, auch Motive und Bedeutungsstrukturierungen zu ermitteln, die dem Betroffenen nicht bewusst sind. Der wissenschaftlich-theoretische Ansatz bezieht sich in diesem Punkt auf die Psychoanalyse.

## Grundprinzip
Die Annahme beim Tiefeninterview ist, dass Befragte über tiefere bzw. implizite Bewusstseinsinhalte verfügen, die ihr Handeln und Denken leiten, ohne dass es den Befragten ohne Weiteres möglich ist, diese impliziten Bewusstseinsinhalte zu artikulieren.  Durch dieses Grundprinzip reiht sich das Tiefeninterview methodisch in jene der teil-strukturierten Verfahren ein, bei denen die Stimuli festgelegt sind, in ihrer Reihenfolge und Tiefe aber den Erzählungen des Befragten angepasst werden. Diese Orientierung am Befragten ist zwingend notwendig, um Alltagsnähe und damit Vertrautheit in der Interviewsituation zu erzeugen. Dies erleichtert dem Befragten das Einlassen auf das Interview.

## Kennzeichen
1. Flexibilität: Das frei geführte, nicht-direktive Gespräch anhand eines offenen Leitfadens bzw. Themenkatalogs passt sich dem subjektiven Erleben des Befragten an – der Interviewer ist dadurch nicht an bestimmte Fragen und der Respondent an vorgegebene Antwortschemata gebunden. Dadurch kann zum einen der Befragte die inhaltlichen Schwerpunkte selbst setzen, zum anderen kann der Interviewer auch solche Themen eingehend verfolgen, die erst im Gesprächsverlauf auftauchen. Die Vorgabe des Interviews beschränkt sich lediglich auf ein Thema und einen Gesprächsleitfaden.
2. Emotionalität: Die angenehme, entspannte Gesprächsatmosphäre und die wertschätzende Haltung des Interviewers ermöglichen dem Befragten, eigene Emotionen wie auch unangenehme oder sozial unerwünschte Aspekte anzusprechen.
3. Erkenntnistiefe: Mit Hilfe projektiver oder assoziativer Fragetechniken bekommt der Interviewer Zugang auch zu schwer verbalisierbaren und nicht unmittelbar bewussten Einstellungen und Bedürfnissen des Befragten und kann diese gemeinsam mit ihm reflektieren. Die Gespräche werden auf Tonband aufgezeichnet, anschließend verschriftlicht und inhaltsanalytisch ausgewertet und interpretiert.

## Formen
Das Tiefeninterview zählt zu den intensivsten und ergiebigsten Befragungsarten. Je nach Fragestellung kann es eher tiefenpsychologisch oder eher themenzentriert ausgerichtet sein.
Eine tiefenpsychologische Herangehensweise empfiehlt sich, wenn ein grundsätzliches Verständnis der Thematik gefordert ist. Hier sind die Themengebiete der Interviews grob vorgegeben, ihre Reihenfolge ergibt sich erst im Verlauf des Gesprächs. Die Gesprächsführung ist sehr offen gehalten und auch scheinbare Abschweifungen können wichtige Hinweise geben, wie ein Thema wahrgenommen wird und in welchem Kontext es steht. Spezielle Befragungstechniken wie Rekapitulation, Spiegeln, assoziative und projektive Verfahren, Laddering-Technik oder das Aufgreifen von Schlüsselwörtern können die Probanden zum Erzählen bringen und ihre Emotionen aufdecken.
Wenn nicht mehr auf die Grundlagen, sondern auf spezielle Fragen fokussiert werden soll, können die Gesprächsführung eher direktiv (steuernd) und der Leitfaden stärker strukturiert sein. In der Praxis haben sich hier ethnographische Interviews bewährt.
Zwischen tiefenpsychologischer und themenzentrierter Herangehensweise gibt es natürlich Abstufungen und Modifizierungen. Nach Salcher (1995) gliedern sich daher die Formen von Tiefeninterviews in drei Hauptformen:
1. Depth Questionnaire: Offene Antworten, Interviewer muss sich an vorformulierte Fragestellung halten
2. Structured Depth Interview: Leitfaden mit den wichtigsten Fragestellungen, der den Rahmen liefert, ansonsten aber frei (klassisches Tiefeninterview)
3. Unstructured Depth Interview: Kein Leitfaden, Interviewer ist nur in das Problem eingewiesen, Ziel: möglichst umfassende Darstellung eines Themenbereichs

Im ersten Fall ist das Tiefeninterview von einer Befragung kaum noch zu unterscheiden und büßt viel von seiner qualitativen Funktion ein. Im letztgenannten Fall erhält man zwar eine Fülle qualitativ verwertbaren Materials, jedoch auf Kosten der Vergleichbarkeit der einzelnen Interviews, da diese von den Befragten und nicht vom Interviewer strukturiert werden.
Beim halbstrukturierten-leitfadenorientierten Tiefeninterview (Structured Depth Interview) wird der Kompromiss zwischen z. T. vorgegebenen Fragen und dem Erzählenlassen, d. h. dem flexiblen Eingehen auf nicht-antizipierte Äußerungen der Befragten gesucht, um sowohl Reichweite als auch Tiefe des Themas abzudecken und um vielfältiges und vergleichbares Material zu erhalten. Gekennzeichnet ist diese Interviewform dadurch, dass Leitfadenkomplexe festgelegt werden, die den Themenschwerpunkten entsprechen, und dass diese „offen formulierte Fragen“, zum Teil auch Stichworte oder präzise ausformulierte Items enthalten, deren Abfolge und Gewichtung nicht festgeschrieben, sondern mit den Befragten im Interview zusammen entwickelt werden.
Die Flexibilität dieser Untersuchungsmethode ermöglicht es, spontane Einfälle und scheinbar abwegige Gedanken im Zusammenhang mit dem Befragungsgegenstand auf ihre verborgene Bedeutung zu durchleuchten.

## Anwendungsgebiete
Anwendungsgebiete dieser Interviewtechnik sind gemäß ihrem theoretischen Ursprung all jene Themenbereiche, in denen latente Persönlichkeitsstrukturen, Motivationen und auch pathologische, neurotische Verhaltensweisen oder Persönlichkeiten im Mittelpunkt stehen. Begründet wurde diese Technik durch die Interviewverfahren Sigmund Freuds und wurden in verschiedensten Bereichen (u. a. Jugendforschung, Psychotherapie, vor allem jedoch in der Marktforschung) eingesetzt.

### Psychotherapie
Offene Gespräche sind Bestandteil jeder Psychotherapie (wobei die Bezeichnung Tiefeninterview überwiegend nur den tiefenpsychologischen Methoden zugeordnet wird). Sie können beim Erst- und Verlaufsgespräch zur Anamneseerhebung, Klärung der Therapiemotivation, Aufbau einer therapeutischen Beziehung, Befund- und Diagnoseerhebung dienen und dem Patienten Informationen vermitteln.

### Sozialforschung
Tiefeninterviews bzw. Intensivinterviews werden in der Qualitativen Sozialforschung genutzt, um Motive und individuelle Erfahrungen der Probanden zu ermitteln und auch seltene oder abweichende Fälle zu erfassen. Nachteile sind neben dem hohen zeitlichen und personellen Aufwand die Empfindlichkeit gegenüber untersucherabhängigen Verzerrungen. Forscher können ihr vorwissenschaftliches Verständnis erhöhen, also Hypothesen generieren, jedoch sind zur abschließenden Hypothesenprüfung standardisierte Befragungen besser geeignet. Sozialisation und Entwicklung von Jugendlichen können zum Teil besser mit qualitativen Beobachtungen und Tiefeninterviews erfasst werden als mit quantitativen Verfahren.

### Marktforschung
Das qualitative Tiefeninterview ist ein Kerninstrument der psychologischen Marktforschung (Marktpsychologie) zur Erforschung von noch unbekannten Ursachen und Zusammenhängen. Es ist insbesondere ideal für heiklere Themen oder zur Ermittlung „vorbewusster Inhalte“ sowie zur Klärung des individuellen Verständnisses. Dabei wird nicht die Persönlichkeit der einzelnen Befragten analysiert, sondern ausschließlich die jeweilige Zielgruppe.
Interessierende Fragestellungen sind...
- ...das Verhalten der Verbraucher (bzw. Kunden, Mitarbeiter, Internet-User etc.) oder komplexe emotionale und motivationale Einflüsse auf ihr Kauf- und Konsumverhalten,
- ...Wirkungsanalysen von Werbemitteln und anderen Kommunikationsmitteln (z. B. bei Image-Kampagnen, stark emotionalisierenden Themen oder zur Analyse der Bildsprache),
- ...Marken- und Unternehmensimages (Markenkernanalysen),
- ...Charakter, Reason Why und Unique Selling Proposition von Produkten und Dienstleistungen.
- ...Kundenzufriedenheitsstudien.

Der erfahrene Interviewer kann dabei auch peinliche, schwer verbalisierbare oder unbewusste Erlebnisinhalte explorieren und Rationalisierungen, sozial erwünschte oder banal-oberflächliche Antworten hinterfragen. Man erhält in den Protokollen vollständige Gedanken- und Argumentationsketten, die komplexe psychische Zusammenhänge – z. B. bei der Entwicklung von Markenpräferenzen – gut abbilden. Allerdings sind die Anforderungen an die Interviewer sehr hoch, und Durchführung und Auswertung sind überdurchschnittlich teuer. Manchmal wird eine Transkription erforderlich. Auch die hermeneutische Deutung als Auswertungsverfahren ist sehr zeitintensiv.